# Ефект помилкової унікальності
Ефе́кт помилко́вої уніка́льності (англ. False uniqueness effect) — психологічний феномен, що полягає в тенденції індивіда недооцінювати поширеність серед інших індивідів хороших якостей і бажаної поведінки, характерних для нього.

## Характеристика ефекту
Ефект є когнітивним спотворенням, тобто систематичною помилкою мислення в силу певних обставин. Наприклад, якщо для індивіда характерно поступатися місцем у метро людям похилого віку (соціально бажана поведінка), то він буде схильний недооцінювати кількість інших індивідів, які поступаються місцем у метро.
Таке спотворене сприйняття поширеності своїх позитивних якостей дозволяє індивіду більш позитивно оцінювати образ Я, піднімаючи, таким чином, свою самооцінку. Індивіди більш комфортно відчувають себе, якщо відчувають свою унікальність.
Передбачається, що це наслідок схильності індивідів частіше приписувати собі позитивні якості, ніж негативні.
Що більше індивідуалізовано поведінку, то охочіше індивід переоцінює його поширеність.
За своєю суттю ефект помилкової унікальності протилежний ефекту помилкового консенсусу. Тобто, якщо індивід схильний переїдати на ніч, то йому здається, що так чинять багато людей (помилковий консенсус), тоді як його звичка приймати контрастний душ вранці буде здаватися йому не дуже поширеною серед інших людей (помилкова унікальність). Обидва ефекти мають вплив на сприймаючий людиною образ себе, на його самооцінку. Відповідно до цих ефектів індивіди більш схильні розцінювати негативні якості як норму, а позитивні — як виняток.
Ефект помилкової унікальності, ефект помилкового консенсусу, а також ряд інших ефектів є частиною такого феномена в соціальній психології, як «нахил на користь свого Я». Даний феномен полягає в схильності індивіда прихильно ставитися до себе.

## Історія
У 1988 році Джері Сулз, Чой Ван і Гленн Сандерс опублікували статтю з описом ефекту помилкової унікальності. У даній статті мова йшла про те, як люди сприймають власну поведінку, пов'язану з підтриманням здоров'я.
Учасниками даного дослідження були студенти чоловічої статі. Серед них були ті, хто оцінювали себе як тих котрі стежать за власним здоров'ям (наприклад, роблять зарядку вранці), і ті, які оцінювали себе як які не стежать за власним здоров'ям. Завдання полягало в оцінці частки людей, що стежать за здоров'ям, а також частки людей, які не стежать за своїм здоров'ям.
Результати показали, що люди, які схильні стежити за власним здоров'ям, недооцінювали кількість людей, які чинять так само.

## Дослідження
У дослідженнях помилкова унікальність індексується шляхом порівняння відсотка людей, яких учасники оцінюють як тих котрі мають подібну поведінку, з фактичної вибіркової статистики.

### Ефект Мухаммеда Алі
У дослідженні Allison et al (1989) перевірялося як поширюється ефект помилкової унікальності тільки на оцінку моральної поведінки чи також на оцінку інтелектуальних здібностей. Було встановлено, випробовувані частіше вказували, що вони частіше за інших здійснюють добріші і розумніші вчинки, і рідше інших людей поводяться погано або нерозумно. Однак величина відмінностей при оцінці хороших і поганих вчинків була вище, ніж при оцінці вчинків розумних і дурних. Автори зробили висновок, що люди частіше вважають себе краще та моральніше інших, але при цьому не вважають себе розумнішими, ніж інші. Цей ефект був названий ефектом Мухаммеда Алі.